# Nyálkahártya

Üreges zsigeri szerv felépítésének vázlatos képe. (A vékonybél keresztmetszete).

A nyálkahártya (tunica mucosa) az üreges szerveket bélelő védőréteg. Az alapján nevezzük így, hogy általában egy sikamlós nedvvel, nyálkával van bevonva. Felépítése hasonlít a bőr felépítéséhez, azzal a különbséggel, hogy vékonyabb és felszínét nem fedi szaruréteg. Ebből adódóan a mélyebb rétegekben található vérerek jobban áttűnnek, ezért a nyálkahártya élénkpiros színű.
Nyálkahártya béleli az emésztőtraktust, a légutakat, a húgyutakat, a szemüreget és a nemzőcsatornát.

## Funkciója
A nyálkahártyák fő funkciója a különböző szervek állományának, illetve a szervfal mélyebb rétegeinek tökéletes elszigetelése a szerv üregrendszerétől („belső külvilágtól”), ezzel a szervek (mechanikai, kémiai, mikrobiológiai stb) védelme. A mechanikai behatásoknak kevésbé kitett helyeken transzporter szerepük is van. Így valósul meg a különböző anyagok kiválasztása és felszívódása. A nyálkahártyák IgA-t is tudnak termelni, így fontos szerepük van a kórokozók elleni védelemben. Ezenkívül a nyálkahártyák saját kötőszövetes rétegében (lamina propria) gyakran nyiroktüszők is megfigyelhetőek, melyek szintén az immunitásban játszanak szerepet.

## Felépítése

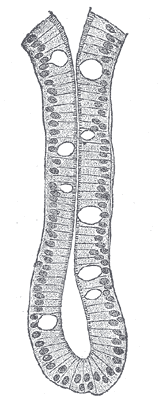
Vékonybél-nyálkahártya Lieberkühn-féle mirigye hengerhámsejtekkel és kehelysejtekkel

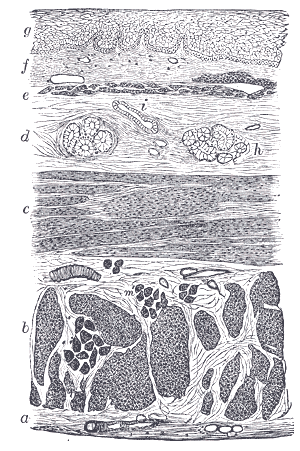
Példa egy nyálkahártyával bélelt üreges zsigeri szerv általános falszerkezetére: A nyelőcső falának keresztmetszete. a. Kötőszövetes borítás, b. A külső hosszanti izomréteg rostkötegeinek keresztmetszete, c. A belső körkörös izomréteg rostjainak hosszmetszete, d. A nyálkahártya alatti (tunica submucosa) kötőszövetes rétege, e. A nyálkahártya saját izomrétege (muscularis mucosae), f. A nyálkahártya saját kötőszövetes rétege (tunica propria) erekkel és egy nyirokbeszűrődéssel, g. A legbelső, az üreget közvetlenül határoló felszíni réteg: többrétegű el nem szarusodó laphám, h. Mucinózus mirigy, i. Mirigy kivezető cső, m'. Harántcsíkolt izomrostok keresztmetszete.

A nyálkahártya három rétegből áll: hámréteg (epithelium mucosae), saját kötőszövetes réteg (lamina propria mucosae) és izomréteg (lamina muscularis mucosae).
A szerv funkciója szerint a nyálkahártya hámja területenként igen eltérő lehet. Erősebb mechanikai erőknek kitett helyeken többrétegű, el nem szarusodó laphám található. Ilyen helyek az emésztőcsatornában a szájüreg, a garat, a nyelőcső és a végbélnyílás, a légutakban az orrnyílás és a hangrés, míg a nemzőcsatornában a hüvely. A hámsejtek zonula occludensekkel kapcsolódnak egymáshoz.
A légutakban csillószőrös hengerhám található, mely a nyálkafilm folyamatos továbbítását és ezáltal a légutak öntisztulását biztosítja. Ugyancsak csillószőrös hám borítja a női nemzőcsatorna felső részét, a méhkürtöt és részben a méhet. Mivel a férfi nemzőcsatornában az ivarsejteket más mechanizmus továbbítja, nincs szűkség a csillószőrökre, ezért itt csak hengerhámot találunk.
A húgyutakat speciális többrétegű hám, az ún. urothelium borítja, mely képes ellenállni az ozmotikus behatásoknak.
A vékonybél nyálkahártyáját egyrétegű kutikulás hengerhám fedi. A felszívódásra specializálódott hengerhámsejteket kefeszegély mikrobolyhok sűrű tömege fedi. A nyák termelését szintén specializált hengersejtek, az ún. kehelysejtek végzik.
A lamina propria kötőszövetből épül fel és arteriolákat, venulákat, kapillárisokat, nyirokereket, esetenként idegfonatokat tartalmaz. Itt foglalnak helyet az immunsejteket tartalmazó nyiroktüszők is.
Az izomréteget néhány simaizomköteg alkotja. Összehúzódásával megrövidülnek a bélbolyhok, felületük redőzött lesz, ezáltal megnő a nyálkahártya felülete, ugyanakkor az alatta lévő mirigyek, vénák és nyirokerek tartalmának ürülését idézi elő. A mirigyek tartalma a szerv lumenébe, míg a vénák és nyirokerek tartalma a mélyebb rétegek fele halad.
A nyálkahártya simaizomrétegének mozgása a bélcsatorna falában független a bél mozgásaitól (ez utóbbiért a mélyebben elhelyezkedő kétrétegű [belső körkörös és külső hosszanti] simaizomréteg, a tunica muscularis felelős, amely önálló izomréteg a nyálkahártyán kívül).